# Secret Land
Secret Land – utwór muzyczny niemieckiej piosenkarki Sandry wydany w 1988 roku na jej płycie Into a Secret Land.

## Tło
Utwór napisali Uwe Gronau, Hubert Kemmler, Michael Cretu, Mats Björklund, Susanne Müller-Pi, Klaus Hirschburger, Michael Höing, a wyprodukował go Michael Cretu. Jest to adaptacja wyprodukowanego przez Huberta Kemmlera utworu „Trenchcoat Man”, wydanego przez niemiecki zespół Fabrique w 1987 roku. Piosenka była drugim singlem z trzeciego albumu Sandry, Into a Secret Land. Na stronie B zamieszczona została wersja instrumentalna, „Into Nobody’s Land”. Singel spotkał się z sukcesem na listach przebojów, docierając do top 10 w Niemczech i Szwajcarii, a także do miejsca 24. ogólnoeuropejskiej listy sprzedaży.
W 1999 roku remiks piosenki ukazał się na płycie My Favourites i został wydany jako singel promujący to wydawnictwo, jednak nie osiągnął dużego sukcesu. W 2006 utwór zremiksowano ponownie, tym razem na album Reflections.

## Lista utworów
- 7" single (1988)

A. „Secret Land” – 4:05
B. „Into Nobody’s Land” – 4:12
- 12" / CD maxi single (1988)

A. „Secret Land” (Reverse Mix) – 6:44
B1. „Secret Land” (Single Version) – 4:05
B2. „Secret Land” (Dub Mix) – 3:33
- CD maxi single (1999)

1. „Secret Land” (Radio Edit) – 3:20
2. „Secret Land” (Ultra Violet Club Mix) – 5:34
3. „Secret Land” (La Danca Club Mix) – 6:12
4. „Secret Land” (Ultra Violet Radio Edit) – 3:41

## Notowania
| Kraj i lista                 | Najwyższa pozycja |
| ---------------------------- | ----------------- |
| Austria (Ö3 Austria Top 40)  | 17                |
| Francja (SNEP)               | 26                |
| Holandia (MegaCharts)        | 81                |
| Niemcy (Media Control)       | 7                 |
| Szwajcaria (Singles Top 100) | 9                 |
| Szwecja (Sverigetopplistan)  | 15                |

| Kraj i lista           | Najwyższa pozycja |
| ---------------------- | ----------------- |
| Niemcy (Media Control) | 69                |